# Amt für Auslandstürken
Das Amt für Auslandstürken oder Amt für Auslandstürken und verwandte Gemeinschaften (Yurtdışı Türkler ve Akraba Topluluklar Başkanlığı (YTB)), übersetzt: Präsidium für Auslandstürken und verwandte Gemeinschaften, ist ein gesetzlich geschaffenes Instrument der Diaspora-Politik der türkischen Republik.

## Aufgaben und Errichtung
Das Amt wurde gesetzlich am 6. April 2010 errichtet. Es unterstand zunächst direkt dem Ministerpräsidenten. Heute untersteht es dem Präsidenten der Republik.
Aufgaben und Zielgruppen sind folgendermaßen festgelegt:
1. Aufgabe des YTB ist es, die Zusammenarbeit mit den türkischen Staatsangehörigen, Türkeistämmigen und ihren Verbände im Ausland zu entwickeln und Aktivitäten zu koordinieren.
2. Das Amt arbeitet auch mit den Muslimen auf dem Balkan, die historisch mit den Türken die Geographie und Kultur geteilt haben.
3. Das Amt unterstützt muslimische Studenten aus den Turkrepubliken und den Balkanstaaten beim Studium in der Türkei. Das YTB soll den angehenden Akademikern verschiedene Bildungsangebote machen und den Kontakt zu ihnen auch nach dem Studienabschluss aufrechterhalten.
4. Das Amt soll Organisationen von Türkeistämmigen im Ausland bei ihren Bemühungen um politische Partizipation in dem jeweiligen Gastland fördern und ihnen dabei behilflich sein, ihre Beziehungen zur Türkei zu intensivieren.
Das Amt hat ungefähr 300 Mitarbeiter.

## Bedeutung
Neben der Diyanet  ist die YTB das wichtigste Instrument der türkischen Republik für die Diasporapolitik und ausländische Einflussnahme. Die YTB unterhält ein dichtes Netzwerk von Vertretern in fast allen europäischen Ländern, die als politische Schnittstelle zwischen Ankara und türkischen Organisationen im Ausland fungieren.